# Fortitude
Fortitude är en brittisk thrillerserie från 2015–2018. Den hade premiär 29 januari 2015 på Sky Atlantic. Serien är skapad av Simon Donald och består av 26 avsnitt.
Serien utspelar sig på den fiktiva platsen Fortitude på Svalbard och spelades bland annat in i Reyðarfjörður på Island. Handlingen kretsar kring ett mord som ska utredas där den lokala polisen Dan Anderssen leder förundersökningen sida vid sida med poliskommissarien Morton från London. Samtidigt som de försöker ta reda på vad som hänt börjar de misstro och misstänka varandra. I rollerna finns bland andra Stanley Tucci, Sofie Gråbøl, Richard Dormer och Christopher Eccleston.

## Rollista i urval
- Richard Dormer – Sheriff Dan Andersen
- Sofie Gråbøl – Governor Hildur Odegard
- Darren Boyd – Markus Huseklepp
- Verónica Echegui – Elena Ledesma
- Sienna Guillory – Natalie Yelburton
- Björn Hlynur Haraldsson – Officer Eric Odegard
- Mia Jexen – Officer Ingrid Witry
- Alexandra Moen – Officer Petra Bergen
- Nicholas Pinnock – Frank Sutter
- Jessica Raine – Julia 'Jules' Sutter
- Jessica Gunning – Shirley Allerdyce
- Johnny Harris – Ronnie Morgan
- Aaron McCusker – Jason Donnelly
- Phoebe Nicholls – Dr. Margaret Allerdyce
- Christopher Eccleston – Professor Charlie Stoddart
- Stanley Tucci – DCI Eugene Morton
- Luke Treadaway – Vincent Rattrey
- Chipo Chung – Trish Stoddart
- Darwin Brokenbro – Liam Sutter
- Elizabeth Dormer-Phillips – Carrie Morgan
- Michael Obiora – Max Cordero
- Emil Hostina – Yuri Lubimov
- Ramon Tikaram – Tavrani
- Jonjo O'Neill – Ciaran Donnelly
- Leanne Best – Celia Donnelly
- Michael Gambon – Henry Tyson